# Санжаровка (Башкортостан)
Санжаровка (баш. Санжарозка) — деревня в Чишминском районе Башкортостана. Входит в Алкинский сельсовет.

## География
Находится рядом с рекой Дёмой.
Расстояние до:
- районного центра (Чишмы): 7 км,
- центра сельсовета (Узытамак): 8 км,
- ближайшей ж/д станции (Чишмы): 7 км.

## Население
| 2002 | 2009 | 2010 |
| ---- | ---- | ---- |
| 149  | ↗187 | ↘159 |

Национальный состав
Согласно переписи 2002 года, преобладающие национальности — русские (46 %), украинцы (42 %).